# 哈維德夫足球會
哈維德夫足球會（Hvidovre IF）是一支位於丹麥哥本哈根的職業足球會，目前於丹麥足球乙級聯賽角逐。

## 榮譽
丹麥足球冠軍
 冠軍：1966, 1973, 1981
 亞軍：1971
 季軍：1970.
丹麥盃:
 冠軍: 1980

## 外部連結
- Hvidovre IF website（页面存档备份，存于）